# Tepachuaches
Los Tepachuaches fueron una tribu indígena coahuilteca que habitaba al sur de Texas y que fue descubierta en 1693. Fue evangelizada en la misión de San Francisco.